# Радуш (Поморське воєводство)
Радуш (пол. Radusz) — село в Польщі, у гміні Колчиґлови Битівського повіту Поморського воєводства.
Населення — 240 осіб (2011).
У 1975-1998 роках село належало до Слупського воєводства.

## Демографія
Демографічна структура станом на 31 березня 2011 року:
|          | Загалом | Допрацездатний вік | Працездатний вік | Постпрацездатний вік |
| -------- | ------- | ------------------ | ---------------- | -------------------- |
| Чоловіки | 131     | 36                 | 87               | 8                    |
| Жінки    | 109     | 25                 | 66               | 18                   |
| Разом    | 240     | 61                 | 153              | 26                   |